# 6 polític
El 6 polític (originalment en italià sei politico) és una reivindicació dels moviments estudiantils italians d'extrema esquerra als anys 70 del segle xx. La reivindicació exigia un tracte garantit i igual per a tothom independentment dels estudis, resultats i rendiment. La idea naixeria als inicis del 1968, al voltant de la revolució del maig del 68,, durant el qual els grans moviments de masses protestaren contra el poder del govern i les seves ideologies conservadores. Fins als anys 50, els estudiants italians, en especial els universitaris, havien pertangut a les classes benestants, així que acostumaven a orientar-se ideològicament en el centre o la dreta. A cada universitat es feien eleccions anuals per als representants institucionals dels estudiants, i els episodis de violència contra estudiants crítics eren freqüents. Així com a protesta, durant el 24 de gener de 1966 es produí la primera ocupació d'una universitat a Trento, i aquell mateix any el 27 d'abril seria mort l'estudiant Paolo Rossi quan uns estudiants de dretes el van fer caure escales avall de la Universitat de Roma. L'extrema dreta s'imposava violentament al Moviment studentesco el qual al seu torn reaccionaria defensant-se amb violència. Arribant a episodis com l'ocupació de la universitat Sapienza a Roma, i que l'1 de març de 1968 veuria enfrontaments entre estudiants i policia amb centenars de ferits, 288 arrestos i 10 detencions. O l'assalt a la Facultat de Lletres de la Universitat de La Sapienza de Roma el 16 de març de 1968 per part d'una comitiva de tres-cents feixistes que amb bastons van provar de rebentar una assemblea de representants del moviment estudiantil que d'arreu d'Itàlia s'havien reunit allà.
Aquesta situació extraordinària i de gran risc originà la reivindicació que s'assegurés la promoció de tot l'alumnat assignant el "6 polític". L'alumnat reclamava llavors la mateixa avaluació, independentment de l'examen que acabessin fent, i en conseqüència la promoció es va fer sense ser jutjada pels professors. El sentit del "6 polític" llavors seria reivindicar la igualtat de drets i l'extensió del dret a estudiar també pels joves amb condicions desafavorides i que es veien empesos a dedicar també part de la seva jornada a la universitat a tasques d'activitat política i defensa de la seva ideologia. La seva convicció era que en un sistema capitalista regit per l'estandardització de les tasques laborals, amb especial referència a la classe obrera, l'educació no podia discriminar l'accés al treball i les professions perquè el sistema d'avaluació era discriminatori imposant comportaments competitius i legitimava l'existència de diferències de classe. Fou d'aquella experiència amb portes tancades a les escoles, aules ocupades per assemblees en comptes de donar classe, i amb alumnes experimentant amb formes d'autogestió en què s'organitzaren seminaris. En les ocupacions d'aules també es van estudiar noves formes de lluita política. S'establí l'autoavaluació i els exàmens de grup autoadministrats a les universitats, però la mesura duraria poc i només es realitzaria en algunes universitats. Des de llavors aquest sistema de qualificació només s'ha aplicat en casos extrems, quan ha calgut una promoció massiva, donant una nota suficient a tot l'alumnat, que, en canvi, no assoliran l'excel·lència. Fins llavors l'habitual era l'examen cara a cara, encara que l'estudiant no tingués recursos per preparar-se.
Les protestes demanant el "6 polític" s'allargarien dècades després amb protestes com la del 18 de febrer de 1978. I la reivindicació tornaria a l'actualitat política italiana l'any 2020 a causa de les dificultats de l'alumnat per assistir presencialment a classe a causa de les restriccions per la pandèmia de COVID-19.